# Lijst van rijksmonumenten in Werkendam
De plaats Werkendam telt 30 inschrijvingen in het rijksmonumentenregister. Hieronder een overzicht.
| Object                                                                                                   | Oorspronkelijke functie?  | Bouwjaar                | Architect | Locatie                                  | Coördinaten?                  | Nr.?   | Afbeelding                        |
| --- | ------------------------- | ----------------------- | --------- | ---------------------------------------- | ----------------------------- | ------ | --------------------------------- |
| Vervoorne Molen                                                                                          | Industrie- en poldermolen | 1700                    |           | Schans bij 22                            | 51° 48' 5" NB, 4° 54' 59" OL  | 38669  | Meer afbeeldingen                 |
| Woonhuis in classicistische stijl                                                                        | Woonhuis                  | 1804                    |           | Hoogstraat 49                            | 51° 48' 50" NB, 4° 53' 39" OL | 506250 | Woonhuis in classicistische stijl |
| Grafmonument van de familie Van Houweninge                                                               | Begraafplaats en -onderdl | ca. 1851                |           | Nr. 5/Kerkstraat (bij)                   | 51° 48' 45" NB, 4° 53' 54" OL | 520422 | Meer afbeeldingen                 |
| Grafmonument van de familie Sigmond                                                                      | Begraafplaats en -onderdl | ca. 1872                |           | Nr. 5/Kerkstraat (bij)                   | 51° 48' 46" NB, 4° 53' 49" OL | 520423 | Upload foto                       |
| Woonhuis met achterhuis en serre                                                                         | Woonhuis                  | ca. 1880-f1890          |           | Kruisstraat 10                           | 51° 48' 50" NB, 4° 53' 50" OL | 520425 | Woonhuis met achterhuis en serre  |
| Dienstwoning                                                                                             | Dienstwoning              | ca. 1880                |           | Kruisstraat 14                           | 51° 48' 50" NB, 4° 53' 50" OL | 520426 | Upload foto                       |
| Joodse begraafplaats                                                                                     | Begraafplaats en -onderdl | 1852                    |           | Zuidoosten kern/De Kooi (bij)            | 51° 48' 26" NB, 4° 54' 16" OL | 520427 | Joodse begraafplaats              |
| Landarbeiderswoning van het type griendwerkerskeet                                                       | Bedrijfs-,fabriekswoning  | ca. 1900                |           | Westelijke punt Biesbosch; Deeneplaatweg | 51° 44' 16" NB, 4° 43' 35" OL | 520428 | Upload foto                       |
| Schuur                                                                                                   | Boerderij                 | 1906                    |           | Hoge Polderweg 3                         | 51° 45' 55" NB, 4° 53' 6" OL  | 520429 | Upload foto                       |
| Complex Kruisstraat                                                                                      | Dienstwoning              | ca. 1880                |           | Kruisstraat 12                           | 51° 48' 50" NB, 4° 53' 50" OL | 525727 | Upload foto                       |
| Nieuwe Hollandse Waterlinie Cluster 80 Fort Altena / Fort aan de Uppelse Dijk: Fortaanleg met aardwerken | Fort, vesting en -onderdl | 1847 en 1878-1880       |           | Tol 8                                    | 51° 47' 59" NB, 4° 55' 58" OL | 531952 | Meer afbeeldingen                 |
| Fort Altena: Bomvrije toren A met aangebouwd bomvrij gebouw                                              | Waarnemingspost           | 1841-1864               |           | Tol 8                                    | 51° 47' 56" NB, 4° 55' 59" OL | 531953 | Meer afbeeldingen                 |
| Fort Altena: Bomvrij gebouw Kazerne B                                                                    | Militair verblijfsgebouw  | 1880                    |           | Tol 8                                    | 51° 47' 56" NB, 4° 56' 1" OL  | 531954 | Meer afbeeldingen                 |
| Fort Altena: Bomvrij gebouw Kazerne C                                                                    | Militair verblijfsgebouw  | 1880                    |           | Tol 8                                    | 51° 47' 56" NB, 4° 55' 57" OL | 531955 | Meer afbeeldingen                 |
| Fort Altena: Bomvrij gebouw Remise D                                                                     | Militair verblijfsgebouw  | 1880                    |           | Tol 8                                    | 51° 47' 54" NB, 4° 55' 55" OL | 531956 | Meer afbeeldingen                 |
| Fort Altena: Bomvrij gebouw E                                                                            | Militair verblijfsgebouw  | 1880                    |           | Tol 8                                    | 51° 47' 56" NB, 4° 56' 6" OL  | 531957 | Meer afbeeldingen                 |
| Fort Altena: Bomvrij gebouw F                                                                            | Militair verblijfsgebouw  | 1880                    |           | Tol 8                                    | 51° 47' 56" NB, 4° 56' 6" OL  | 531958 | Meer afbeeldingen                 |
| Fort Altena: Bomvrij gebouw G                                                                            | Militair verblijfsgebouw  | 1880                    |           | Tol 8                                    | 51° 47' 55" NB, 4° 55' 54" OL | 531959 | Meer afbeeldingen                 |
| Nieuwe Hollandse Waterlinie Cluster 81 Tussenstelling Woudrichem-Werkendam: Groepsschuilplaatsen type P  | Bomvrij militair object   | 1939-1940               |           |                                          | 51° 48' 5" NB, 4° 54' 58" OL  | 531971 | Meer afbeeldingen                 |
| Tussenstelling Woudrichem-Werkendam: Drie betonblokken van gietstalen koepelkazematten type G            | Kazemat                   | 1939-1940               |           |                                          | 51° 48' 8" NB, 4° 57' 31" OL  | 531972 | Meer afbeeldingen                 |
| Nieuwe Hollandse Waterlinie Cluster 82 Fort bij het Steurgat: Fortaanleg en aardwerken                   | Fort, vesting en -onderdl | 1881-1882               |           | Het Fort                                 | 51° 48' 1" NB, 4° 52' 7" OL   | 531977 | Upload foto                       |
| Fort bij het Steurgat: Bomvrij gebouw / kazerne met poterne                                              | Bomvrij militair object   | 1881-1882               |           | Het Fort                                 | 51° 48' 0" NB, 4° 52' 8" OL   | 531978 | Meer afbeeldingen                 |
| Fort bij het Steurgat: Bomvrij gebouw / remise / munitiemagazijnen                                       | Bomvrij militair object   | 1881-1882               |           | Het Fort                                 | 51° 47' 59" NB, 4° 52' 7" OL  | 531979 | Upload foto                       |
| Fort bij het Steurgat: Bakstenen artillerieloods                                                         | Fort, vesting en -onderdl | begin van de 20ste eeuw |           | Het Fort                                 | 51° 48' 2" NB, 4° 52' 7" OL   | 531980 | Upload foto                       |
| Bij Werk aan de Bakkerskil: Papsluis, inundatiesluis / waaiersluis                                       | Fort, vesting en -onderdl | 1815                    |           | Kildijk                                  | 51° 47' 18" NB, 4° 54' 36" OL | 531991 | Meer afbeeldingen                 |
| Bij Werk aan de Bakkerskil: Uitwateringssluis / inundatiesluis / keersluis / duiker (zuid)               | Fort, vesting en -onderdl |                         |           | Kildijk / Dwarssteeg                     | 51° 47' 3" NB, 4° 54' 35" OL  | 531992 | Upload foto                       |
| Bij Werk aan de Bakkerskil: Uitwateringssluis / inundatiesluis / damsluis / duiker (midden)              | Fort, vesting en -onderdl |                         |           | Krouwerskade                             | 51° 47' 44" NB, 4° 54' 48" OL | 531993 | Upload foto                       |
| Bij Werk aan de Bakkerskil: Uitwateringssluis / inundatiesluis / damsluis / duiker (noord)               | Fort, vesting en -onderdl |                         |           | Tussen de Schans en de Den Dekkerweg     | 51° 48' 9" NB, 4° 55' 2" OL   | 531994 | Upload foto                       |
| Bij Werk aan de Bakkerskil: Stoomgemaal met keringen en damsluis                                         | Fort, vesting en -onderdl | 1902/1903               |           | Rijksweg 106                             | 51° 46' 12" NB, 4° 55' 25" OL | 532022 | Meer afbeeldingen                 |
| Bij Werk aan de Bakkerskil: Restant van een dubbele duikersluis / damsluis                               | Bomvrij militair object   |                         |           | Doornseweg                               | 51° 46' 17" NB, 4° 55' 33" OL | 532023 | Upload foto                       |